# Нур-Алі-Бейк (дегестан)
Нур-Алі-Бейк (перс. نورعلی بیک) — дегестан в Ірані, в Центральному бахші, в шагрестані Саве остану Марказі. За даними перепису 2006 року, його населення становило 13417 осіб, які проживали у складі 3427 сімей.

## Населені пункти
До складу дегестану входять такі населені пункти:
- Аліабад-е Банд
- Анджірлу
- Асіябак-е Банд
- Баг-е Шаді
- Банд-е Чай
- Ґазвар
- Гасанабад-е Банд
- Гасанабад-е Шір-Могаммад
- Ґовгарабад
- Голуль
- Дінарабад
- Євлак
- Калаак
- Кардін
- Кешлак-е Кіюджік
- Кешлак-е Сіяле
- Кешлак-е Чалаблу
- Кіз-Калье
- Куч-е Емам
- Лалаїн
- Магмудабад
- Мазрае-є Барке
- Малекабад
- Марак
- Марак-Кан
- Нур-Алі-Бейк
- Олусджерд
- Сарафлу
- Секанлік
- Селіджерд
- Сорхе-Дег
- Чармак
- Юсефабад
- Ялабад